# Andrzej Kidyba
Andrzej Roman Kidyba (ur. 25 marca 1957 w Radomiu) – polski prawnik, radca prawny, profesor nauk prawnych, specjalista w zakresie prawa handlowego, do 2024 wykładowca na Wydziale Prawa i Administracji Uniwersytetu Marii Curie-Skłodowskiej w Lublinie.

## Życiorys

### Wykształcenie
Ukończył studia prawnicze na Wydziale Prawa i Administracji Uniwersytetu Marii Curie-Skłodowskiej w Lublinie w 1980 roku. Stopień doktora nauk prawnych uzyskał w 1989 roku na podstawie rozprawy Dyrektor jako organ przedsiębiorstwa państwowego, pracy wyróżnionej w konkursie na najlepsze prace doktorskie i habilitacyjne. W 1998 uzyskał habilitację po obronie rozprawy Status prawny komandytariusza. W 1982 roku ukończył aplikację sędziowską zakończoną egzaminem, w 1984 zdał egzamin i został wpisany na listę radców prawnych.

### Kariera naukowa na UMCS w Lublinie
W 2000 został profesorem Uniwersytetu Marii Curie-Skłodowskiej w Lublinie, w 2005 profesorem zwyczajnym.
W latach 2006–2018 był kierownikiem Katedry Prawa Gospodarczego i Handlowego UMCS. W latach 1999–2005 był prodziekanem Wydziału Prawa i Administracji UMCS. Organizator Szkoły Prawa Niemieckiego na Wydziale Prawa i Administracji UMCS. Promotor 10 prac doktorskich, recenzent w 21 przewodach doktorskich i 15 przewodach habilitacyjnych, w ośmiu postępowaniach o nadanie tytułu profesora oraz w dwóch o nadanie godności doktora honoris causa. Promotor ok. 800 prac magisterskich oraz licencjackich, a także ponad 100 prac na studiach podyplomowych.

### Dalsza kariera naukowa
Jest autorem, współautorem oraz redaktorem ponad 300 publikacji naukowych, w tym ok. 50 opracowań książkowych, ponad 170 artykułów naukowych oraz części w pracach zbiorowych, 10 recenzji, 5 glos. Współautor projektu zmian w Kodeksie spółek handlowych. Współautor Ustawy o swobodzie działalności gospodarczej.

### Pozostała działalność
Od 1999 roku kierownik Lubelskiej Fundacji Rozwoju. Od 2007 roku konsul honorowy Republiki Federalnej Niemiec w Lublinie. Odznaczony m.in.: Złotym Krzyżem Zasługi (2003), Medalem Komisji Edukacji Narodowej (2004), Złotym Medalem za Długoletnią Służbę (2013), Krzyżem Zasługi na Wstędze Orderu Zasługi Republiki Federalnej Niemiec przyznanym przez niemieckiego prezydenta Franka-Waltera Steinmeiera (2018).
Pełni również funkcje arbitra przy:
- Sądzie Arbitrażowym przy Komisji Nadzoru Finansowego,
- Sądzie Arbitrażowym Międzynarodowej Izby Handlowej w Zurychu,
- Instytucie Arbitrażowym przy Izbie Handlowej w Sztokholmie (SCC),
- Centrum Mediacyjnym i Arbitrażowym Światowej Organizacji Własności Intelektualnej (WIPO) w Genewie,
- Sądzie Arbitrażowym Międzynarodowej Izby Handlowej w Paryżu (ICC),
- Sądzie Polubownym przy Związku Banków Polskich,
- Sądzie Arbitrażowym Krajowej Izby Gospodarczej oraz licznych sądów polubownych ad hoc w Polsce,
- Krajowej Konfederacji Pracodawców Lewiatan,
- Centrali Arbitrażu Federalnych Izb Gospodarczych w Wiedniu.

W latach 2013–2016 Był również członkiem Rady Nadzorczej KGHM Polska Miedź S.A.

## Wybrane publikacje
Za źródłem
- Status prawny komandytariusza
- Atypowe spółki handlowe
- Spółka z ograniczoną odpowiedzialnością. Komentarz
- Kodeks Spółek Handlowych. Objaśnienia
- Kodeks Spółek Handlowych – Komentarz (t. I i II)
- Prawo handlowe
- Prawo Spółek Handlowych
- Handlowe spółki osobowe
- Kodeks cywilny. Komentarz – redaktor
- 100/60. Setką na sześćdziesiątkę. Felietony, Wolters Kluwer Polska, Warszawa 2017 ISBN 978-83-8124-009-3.

## Kontrowersje
W ostatnich latach pojawiły się kontrowersje związane ze sferą prywatna lub działalnością publiczną prof. Andrzeja Kidyby i tak:
- związane z wypowiedziami wobec studentów

W 2024 został odsunięty od prowadzenia zajęć na UMCS z powodu zgłaszanych przez studentów skarg dotyczących naruszania etyki poprzez posługiwanie się wulgarnym językiem podczas wykładów, a także wyzywanie studentów i formułowanie seksistowskich uwag wobec studentek. Ponadto na stronach swojej jednostki naukowej zamieszczał nieprawdziwe informacje o swoich dokonaniach. Po nagłośnieniu afery w mediach przebywał na zwolnieniu lekarskim, odmawiając mediom komentarza. Pod koniec 2024 rzecznik dyscyplinarny ds. nauczycieli akademickich zakończył prowadzenie postępowania wyjaśniającego. W jego wyniku rzecznik uczelni złożył wniosek do komisji dyscyplinarnej ds. nauczycieli akademickich uniwersytetu o wszczęcie postępowania dyscyplinarnego przeciwko Kidybie. 
- związane z przemocą domową

W lipcu 2025 prokuratura oskarżyła A. Kidybę o to, że przez 20 lat znęcał się psychicznie nad żoną (poniżał, wyrzucał z domu, posiadając broń groził śmiercią), za co grozi mu od trzech miesięcy do pięciu lat pozbawienia wolności. Prof. Kidyba zaprzeczył oskarżeniom i oświadczył, że między nim a żoną nigdy nie dochodziło do większych nieporozumień.
- związane z fikcyjnym zatrudnieniem w PZU SA

Andrzej Kidyba był w okresie niecałego pół roku  (od 15 listopada 2023 do 30 kwietnia 2024) doradcą prezes PZU, za co miał uzyskać 454 000 zł. Brak jednak jakichkolwiek dowodów na wykonywanie działania, zadań czy świadczonej pracy na rzecz PZU
Na koniec nie chciał przyjąć wypowiedzenia oraz, powołując się na swoje wpływy i znajomości, próbował zastraszać. PZU, na podstawie raportu kancelarii prawnej, stwierdził, że umowa była pozorna i jako taka z mocy prawa nieważna, w rezultacie złożył zawiadomienia do prokuratury o popełnieniu przestępstwa.